# Because of You (telenovela)
Because of You é uma telenovela filipina exibida pela GMA Network entre 30 de novembro de 2015 e 13 de maio de 2016, estrelada por Gabby Concepcion, Carla Abellana e Rafael Rosell.

## Elenco

### Elenco principal
- Gabby Concepcion como Jaime Salcedo
- Carla Abellana como Andrea Marquez
- Rafael Rosell como Oliver Dictado
- Valerie Concepcion como Veronica Salcedo

### Elenco de apoio
- Vaness del Moral como Alex Tamayo
- Iya Villania como Rebecca Reyes
- Celia Rodriguez como Feliza Salcedo
- Joyce Ching como Cheska Salcedo
- Kuh Ledesma como Charina Santiago
- Bettina Carlos como Patricia Sanchez
- Carlo Gonzales como Henry Sodico
- Eunice Lagusad como Yaya Iska
- Mosang como Yaya Malou
- Enzo Pineda como Sonny Lacson
- Michael Flores como Dennis dela Peña

### Participação especial
- Mickey Ferriols como Mildred
- RJ Padilla como Randy Dominguez
- Aaron Yanga como Franco
- Dianne Hernandez como Harietta